# Salvatore Purpura
Salvatore Purpura (Termini Imerese, 15 dicembre 1987) è un lottatore italiano, specializzato nella lotta libera e nella lotta sulla spiaggia.

## Biografia
Si è messo in mostra a livello giovanile qualificandosi agli europei junior di Belgrado 2007, classificandosi ventesimo nel torneo dei 74 chilogrammi.
Ha rappresentato l'Italia ai Campionati del Mediterraneo di Budua 2011 ha ottenuto il suo primo successo internazionale, vincendo la medaglia di bronzo negli 84 chilogrammi, categoria in cui ha disputato la propria carriera agonistica. Lo stesso hanno ha ottenuto il sedicesimo posto al Grand Prix of Spain di Madrid.
Nel 2012 ha vinto la medaglia di bronzo allo storico Torneo Città di Sassari.
Ha concluso la carriera internazionale vincendo la medaglia d'oro ai Giochi del Mediterraneo sulla spiaggia di Pescara 2015, a seguito della rinuncia per infortunio in finale del greco Timofei Xendis.

## Palmarès
| Anno | Manifestazione                         | Sede     | Evento | Risultato | Note |
| ---- | -------------------------------------- | -------- | ------ | --------- | ---- |
| 2007 | Europei junior                         | Belgrado | 74 kg  | 20º       |      |
| 2011 | Campionati del Mediterraneo            | Budua    | 84 kg  | Bronzo    |      |
| 2015 | Giochi del Mediterraneo sulla spiaggia | Pescara  | 90 kg  | Oro       |      |

## Altre competizioni internazionali
2011
- 16º negli 86 kg nel Grand Prix of Spain ( Madrid)

2012
- Bronzo negli 86 kg nel Torneo Città di Sassari ( Sassari)